# 阮福昣
阮福昣（越南语：／；1803年4月30日—1824年10月26日），越南阮朝嘉隆帝第九子，明命帝同母弟。
阮福昣生母為順天高皇后陳氏璫，史載其人「謹厚祥和，進止有禮」，深得父親嘉隆帝喜愛。嘉隆十六年（1817年）受封為紹化公（越南语：／），之後亦喜愛學習和樂善好施，得到兄長明命帝寵愛，賜與他曾居住的府邸給阮福昣，又在安寧建造府邸讓阮福昣於朝政時間以外閱讀。安寧莊園有水池、白蓮，外有青竹，故居所稱「白蓮村」；園稱「棲鳳園」。
明命初年，侄子阮福綿宗（後為紹治帝）出閣，與阮福昣同年，所以阮福昣對紹治帝十分禮遇。後來阮福昣有病，母親仁宣慈慶皇太后為他焚香祈禱早日康復，夜晚夢見一個老人向她說：「紹化公要死了（公薨矣）」，不久阮福昣就於明命五年（1824年）去世，壽二十二歲，明命帝輟朝五日，追封為紹化郡王（越南语：／），諡恭良。紹治元年（1841年），紹治帝拜祭祖陵後特意到安寧莊拜祭他的園寢。

## 子女
阮福昣有二子。
- 長子阮福善圭，明命十六年（1835年）襲封紹化郡公[2]，後因事降為紹化亭侯，嗣德十三年復封郡公。
  - 孫阮福紹鑑
    - 曾孫阮福期浗，襲封畿外侯。
- 次子阮福善址，明命二十年（1839年）恩封賴澤亭侯[2]。